# Kleine Biester
Kleine Biester (Originaltitel: Little Darlings) ist ein US-amerikanischer Jugendfilm von Regisseur Ronald F. Maxwell aus dem Jahr 1980. In den Hauptrollen sind Tatum O’Neal, Kristy McNichol und Matt Dillon zu sehen. Cynthia Nixon gab in dem Film ihr Debüt auf der Kinoleinwand.

## Handlung
Im Mittelpunkt stehen zwei fünfzehnjährige Mädchen, Angel Bright und Ferris Whitney, die während eines Sommercamps aufeinandertreffen. Angel stammt aus einfachen Verhältnissen und ist eher burschikos, während Ferris aus einer wohlhabenden Familie kommt und behütet aufgewachsen ist. Trotz ihrer Gegensätze geraten die beiden immer wieder aneinander.
Durch den Einfluss der anderen Mädchen im Camp entsteht eine Wette, wer von beiden während des Sommers zuerst die Unschuld verlieren wird. Die Mädchen fühlen sich durch den Gruppendruck gezwungen, an der Wette teilzunehmen, da sie Angst haben, verspottet zu werden.
Angel sucht die Nähe zu Randy, einem Jungen aus dem benachbarten Jungen-Camp, während Ferris versucht, den älteren Sportlehrer Gary für sich zu gewinnen. Beide Mädchen setzen sich mit ihren Unsicherheiten und der Erwartungshaltung ihrer Umgebung auseinander. Während Angel und Randy sich schließlich näherkommen, merkt Ferris, dass ihre Vorstellungen von Romantik und Erwachsensein nicht der Realität entsprechen.
Im Verlauf des Sommers machen beide Mädchen schmerzhafte Erfahrungen und erkennen, dass der Wetteinsatz größer ist als zunächst angenommen. Sie verlieren einige ihrer romantischen Illusionen und gewinnen stattdessen an Reife. Am Ende des Camps begegnen sich Angel und Ferris mit mehr Verständnis und Respekt und begreifen, dass Freundschaft und Ehrlichkeit wichtiger sind als Gruppenzwang oder der Wunsch nach erwachsener Anerkennung.

## Synchronisation
| Rollenname        | Darsteller       | Synchronsprecher    |
| ----------------- | ---------------- | ------------------- |
| Ferris Whitney    | Tatum O’Neal     | Ina Kämpfe          |
| Angel Bright      | Kristy McNichol  | Maud Ackermann      |
| Randy             | Matt Dillon      | Alexander Rosenberg |
| Gary              | Armand Assante   | Arne Elsholtz       |
| Mrs. Bright       | Margaret Blye    | Andrea Brix         |
| Mr. Whitney       | Nicolas Coster   | Claus Jurichs       |
| Cinder            | Krista Errickson | Cecilia Reible      |
| Dana              | Alexa Kenin      | Angelika Pawlowski  |
| „Sunshine“ Walker | Cynthia Nixon    | Dorette Hugo        |
| Carrots           | Simone Schachter | Claudia Brunnert    |
| Diane             | Troas Hayes      | Evamaria Miner      |
| Mr. Lido          | Bill Gribble     | Randolf Kronberg    |
| Penelope          | Jam Thompson     | Katrin Fröhlich     |

## Hintergrund
Der Film wurde in Atlanta und Covington im US-Bundesstaat Georgia gedreht. Die Dreharbeiten für die Campszenen fanden im Hard Labor Creek State Park statt.
Tatum O’Neal, die bereits 1973 im Alter von zehn Jahren einen Oscar für ihre Rolle in dem Film Paper Moon gewonnen hatte, durfte sich aussuchen, welche Rolle sie in dem Film spielen möchte und entschied sich für Ferris.
Für ihre Rolle als Wildfang Angel begann Kristy McNichol mit dem Rauchen, konnte diese Angewohnheit nach Beendigung der Dreharbeiten aber nicht mehr ablegen.
Die Weltpremiere fand am 21. März 1980 in New York City statt. Am 14. August 1980 lief Kleine Biester in den westdeutschen Kinos an.
2012 wurde der Film auf DVD veröffentlicht.

## Kritiken
„Ein Film über Pubertätsnöte junger Mädchen, der optisch zwar dezent, über weite Strecken aber ganz dem Klischee ähnlicher Filme verhaftet ist und nur im letzten Drittel Behutsamkeit und Einfühlungsvermögen zeigt.“

„Kleine Biester ist eine spaßige Teenie-Komödie, die besonders dank der beiden Hauptdarstellerinnen Tatum O’Neal als Ferris und Kristy McNichol als Angel richtig Laune macht. […] Erste Liebe, erster Sex, gute Freunde, gute Feinde – der Film verkörpert trotz seiner leichten Story ein Stück Lebensgefühl und gehört daher auch nach all der Zeit noch nicht zum alten Filmeisen.“

„Kleine Biester will unmissverständlich klarmachen, […] dass Sex im Alter von 15 Jahren schlecht ist, Freundschaft gut und Enthaltsamkeit die Antwort auf alle Fragen. Wenn man über diesen moralischen Fingerzeig aber hinweg sieht, wird man mit Kristy McNichols Darstellung des rüde daher redenden, Marlboro rauchenden Kids belohnt, das mit seinen Tritten in die Leistengegend Paul Newman Konkurrenz macht, während Matt Dillon […] und der Soundtrack für willkommene Leichtigkeit sorgen.“

„Ein gut besetztes und gespieltes, aber mitunter auch recht klischeehaftes Pubertätsspektakel über die ersten ‚Erfahrungen‘ junger Mädchen.“

## Auszeichnungen und Nominierungen
Kristy McNichol erhielt für ihre schauspielerische Leistung eine Nominierung für den Young Artist Award 1981.

## Soundtrack
Der Film wurde mit der Musik vieler namhafter Künstler aus der damaligen Zeit untermalt. War der Originalsoundtrack auf der ersten VHS-Veröffentlichung des Films noch erhalten, wurde er bei der zweiten Auflage aus urheberrechtlichen Gründen durch andere Lieder ersetzt. Ursprünglich waren die folgenden Lieder im Film zu hören:
- Shake It – Ian Matthews
- On Saturday Afternoons In 1963 – Rickie Lee Jones
- One Way Or Another – Blondie
- School – Supertramp
- Oh My Love – John Lennon
- Let Your Love Flow – Bellamy Brothers